# Alonzo (rappeur)
Pour les articles homonymes, voir Alonzo.
Alonzo, né le 25 juillet 1982 à Marseille, dans les Bouches-du-Rhône, est un rappeur, chanteur et auteur-compositeur-interprète franco-comorien.
Il commence sa carrière au sein du groupe Psy 4 de la rime, avec Sya Styles et ses cousins Soprano et Vincenzo. En 2009, il se lance dans une carrière solo et publie sa première mixtape intitulée Un dernier coup d'œil dans le rétroviseur.

## Biographie

### Enfance et famille
Kassim Djae naît le 25 juillet 1982 à Marseille, dans les Bouches-du-Rhône. Il grandit au Plan d'Aou dans le 15e arrondissement de Marseille et est le benjamin d’une famille de sept enfants d'origine comorienne, de confession musulmane. Sa mère est femme au foyer et son père marin. 

### Carrière

#### Psy 4 de la rime (1995-2009)
Il commence à rapper à l'âge de douze ans. À cette période, Soprano et Vincenzo lancent le groupe KDB (Kids Dog Black), qu'il intègre.
Avec son groupe Psy 4 de la rime dans lequel il se fait connaître, il publie quatre albums. En 2004, son label TSE publie sa première mixtape intitulée Segnor Alonzo et Lygne 26, en collaboration avec Street Skillz, le label de Soprano. En septembre 2005, Alonzo participe au street-album Au cœur de la haine de La Sale Équipe. L'année suivante, en 2006, TSE publie la compilation L’Apéro à laquelle il participe également. En 2008, il participe au premier album de la Lygne 26 intitulé Rockstar Attitud.

#### Carrière solo

##### Un dernier coup d'œil dans le rétroviseur(2009)
Il se lance dans une carrière solo en mars 2009 avec la publication de sa mixtape Un dernier coup d'œil dans le rétroviseur.

##### Les temps modernesetAmour, gloire et cité(2010-2012)
En 2010, Alonzo publie son premier album solo, Les temps modernes, produit par Gee Futuristic et Spike Miller. Il suit de son deuxième album solo, Amour, gloire et cité, le 4 juin 2012. L'album fait participer ses anciens collègues de Psy 4 de la rime (Mirobolant), de la chanteuse algérienne de RnB Kenza Farah (Midnight Express), et de Soprano (Là-bas), et contient les singles Y'a pas de thème et Trainer dehors. Ses deux premiers albums solo sont publiés au sein du label Def Jam France.

##### Règlement de comptesetCapo Dei Capi, Volume I(2015)
Le 26 janvier 2015, il publie son troisième album solo, Règlement de comptes,. L'album sera certifié disque d'or. Fin août 2015, il dévoile la liste des titres de sa mixtape Capo Dei Capi, Volume I, qui sort le 18 septembre.

##### Avenue de Saint-Antoine(2016)
Le 20 mai 2016, il sort son quatrième album solo intitulé Avenue de Saint-Antoine qui sera certifié disque d'or en juillet 2016, soit deux mois après sa sortie. En octobre 2016, soit quatre mois après sa sortie, l'album devient disque de platine.

##### 100%(2017)
Le 19 janvier 2017, il revient avec un nouveau titre intitulé Bâtard, suivi de DLG qui est sorti au mois de février 2017. Ces deux titres annoncent un nouvel album. En mars 2017, Alonzo lance le premier extrait de son prochain album, le titre en question est intitulé Feu d'artifice, en featuring avec MHD. Par la suite, après avoir dévoilé d'autres extraits. Alonzo sort son album 100% le 25 août 2017, l'album sera certifié disque d'or un mois après sa sortie. En décembre, soit cinq mois après sa sortie, l'album devient disque de platine. Le 24 novembre 2017, il fait un concert au dôme de Marseille. Il fait aussi un concert à Paris le 26 novembre 2017.

##### Stone,Pack de 6et13'Organisé(2019-2020)
En mars 2019, il annonce la sortie de son album Stone. Le nom de cet album s'inspire fortement du morceau "Le monde est stone" du groupe dont il fait partie les Psy4 de la rime sorti plusieurs années auparavant. En une semaine, l'album s'écoule à 6 675 exemplaires. En février 2020, l'album est certifié disque d'or.
Fin mars 2020, Alonzo crée son nouveau label 2054 Records et rachète Island Def Jam pour sortir son deuxième EP Pack de 6, avec les collaborations de Leto et Niro.
En avril 2020, il collabore avec Imen Es sur 1ère fois, extrait de l'album de celle-ci Nos vies. En octobre 2020, il participe au projet collectif marseillais 13'Organisé, regroupant une cinquantaine de rappeurs de la ville, à l'initiative de Jul. L'album sera certifié disque de platine.

##### Capo Dei Capi, Volumes II & III(2021)
En janvier 2021, Alonzo annonce son retour avec une date de sortie de sa double mixtape intitulée Capo Dei Capi, Volumes II & III, le 26 mars 2021. En juin 2021, la mixtape est certifiée disque d'or.

##### Quartiers Nord(2022)
Le 20 mai 2022, Alonzo dévoile son septième album intitulé Quartiers Nord, un album de dix-sept titres qui s'écoule à 18 293 exemplaires lors de sa première semaine d'exploitation. L'album est certifié disque de platine en février 2023.

### Vie privée
Il est père de six enfants.
Alonzo est père de trois enfants, nés d'une précédente relation : Kenza, Kylian et Milan .
Et de trois autres enfant nés de sa relation avec Samantha Djae avec qui il est marié : Mikaïl né en 2015, Khalissi né en 2018, Levon né en 2022.

## Distinctions
| Année | Prix             | Catégorie                                                              | Travail nommé | Résultat | Réf |
| ----- | ---------------- | ---------------------------------------------------------------------- | ------------- | -------- | --- |
| 2022  | NRJ Music Awards | Social Hit                                                             | Tout va bien  | Lauréat  |     |
| 2024  | Les Flammes      | La Flamme du morceau de musiques africaines ou d'inspiration africaine | Petit génie   | Lauréat  | ,   |
| 2024  | NRJ Music Awards | Social Hit                                                             | Petit génie   | Lauréat  |     |